# Zipser Mühlbach
Der Zipser Mühlbach ist ein etwa 4,5 km langer Bach auf der Gemarkung der Stadt Pegnitz im oberfränkischen Landkreis Bayreuth in Bayern, der  bei der Haidmühle von  links und Osten in die Fichtenohe mündet.

## Geographie

### Verlauf
Der Zipser Mühlbach entspringt nördlich des Pfarrdorfes Troschenreuth von Pegnitz einem kleinen Teich. In anfangs etwa westnordwestlicher Richtung fließt er durch Stemmenreuth und weiter nach Zips. Dort münden in ihn erst der Erlenbach von Süden, dann der Mühlbach und kurz nach dem Dorfende der Weihergraben von Norden. Der Weihergraben, Abfluss des Craimoosweihers beim Markt Schnabelwaid, ist am Zusammenfluss länger und hat ein größeres Einzugsgebiet als der Zipser Mühlbach. Auf dem letzten Laufdrittel zieht er westwärts bis zur Haidmühle, wo er dann in die von Norden heranfließende Fichtenohe mündet, die darauf kurz die Fließrichtung des Zipser Mühlbaches einschlägt.

### Zuflüsse
- Erlenbach (links)
- Mühlbach (rechts)
- Weihergraben (rechts)

### Flusssystem Fichtenohe
- Fließgewässer im Flusssystem Fichtenohe

## Weblinks

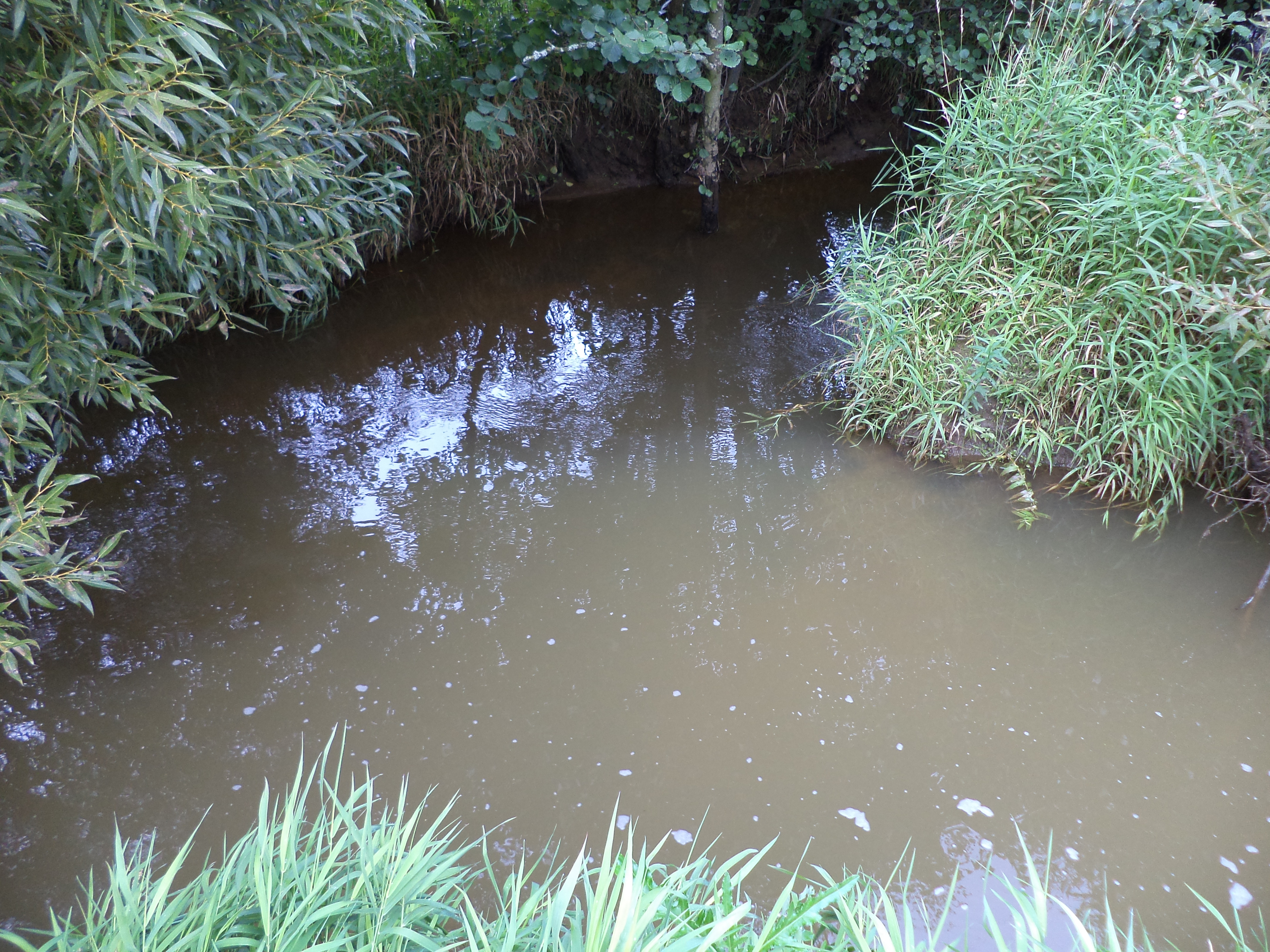
Der Zipser Mühlbach (rechts) mündet in die Fichtenohe (von hinten nach links)